# Conductivitat molar
La conductivitat molar, {\displaystyle \Lambda }{\displaystyle {\mathit {m}}}, és una magnitud que enumera la capacitat de transport de corrent elèctric d'un electròlit en dissolució i es defineix com:
Sent {\displaystyle \kappa } la conductivitat de la dissolució i {\displaystyle {\mathit {c}}} la concentració estequiomètrica molar de l'electròlit.
És una magnitud que depèn de l'electròlit i del dissolvent.

## Unitats
Les unitats de la conductivitat molar en el SI són {\displaystyle \mathrm {S} } {\displaystyle \cdot } {\displaystyle \mathrm {m} ^{2}} {\displaystyle \cdot } {\displaystyle \mathrm {mol} ^{-1}} (siemens·metre²·mol-1)
Expressades en termes de les unitats base del SI: {\displaystyle \mathrm {kg} ^{-1}} {\displaystyle \cdot } {\displaystyle \mathrm {s} ^{3}} {\displaystyle \cdot } {\displaystyle \mathrm {A} ^{2}} {\displaystyle \cdot } {\displaystyle \mathrm {mol} ^{-1}}. (quilogram-1·segon3·ampere²·mol-1)

## Exemple
La conductivitat, {\displaystyle \kappa }, d'una dissolució aquosa de KCl de concentració molar igual a 1,00 {\displaystyle \mathrm {mol} } {\displaystyle \cdot } {\displaystyle \mathrm {dm} ^{-3}} a 25 °C i 1 atm és 0,112 {\displaystyle \mathrm {S} } {\displaystyle \cdot } {\displaystyle \mathrm {cm} ^{-1}}. Calcular la conductivitat molar del KCl en aquesta dissolució.

## Conductivitat molar a dilució infinita
Es tracta del valor de la conductivitat molar a concentració zero. Per electròlits forts (totalment dissociats) s'obté per extrapolació a zero de la conductivitat molar quan es representa enfront de l'arrel quadrada de la concentració (Llei de Kohlrausch). Si l'electròlit està feblement dissociat la llei de Kohlrausch no és aplicable per a la determinació d'aquest valor.